# إسبن إيجل هانسن
إسبن إيجل هانسن (بالبوكمول: Espen Egil Hansen) هو محرر نرويجي، ولد في 16 أكتوبر 1965 في غريمستاد في النرويج.

## وصلات خارجية
- إسبن إيجل هانسن على موقع IMDb (الإنجليزية)